# بنك الرايخ

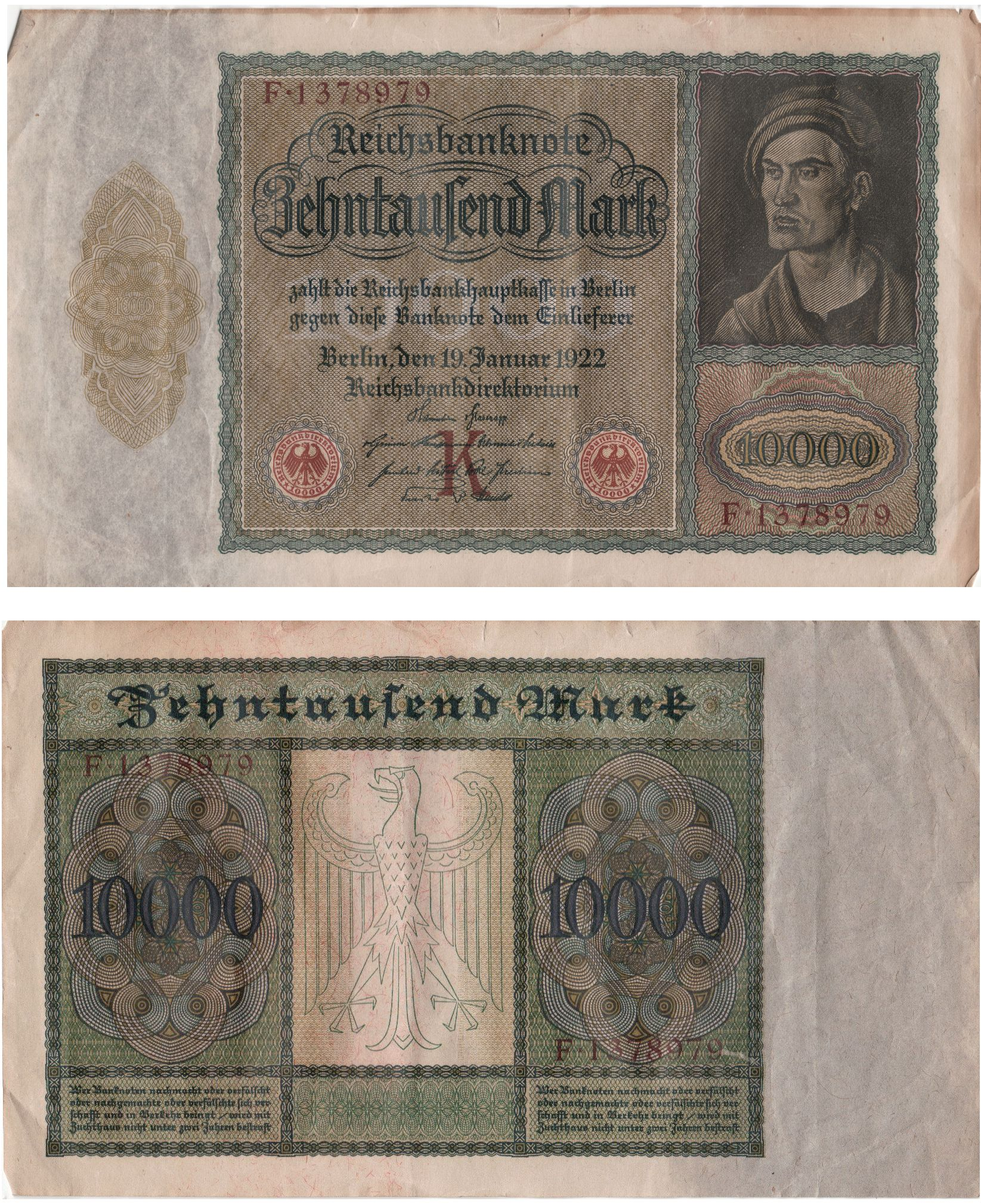
ورقة نقدية من فئة 10000 مارك صادرة عن بنك الرايخ الألماني في عام 1922. توجد علامة مائية، ولكنها غير مرئية في الصورة الممسوحة ضوئيًا.

بنك الرايخ كان البنك المركزي لألمانيا من عام 1876 حتى عام 1945. تأسس في 1 يناير 1876 (بعد فترة وجيزة من تأسيس الإمبراطورية الألمانية في عام 1871). كان بنك الرايخ مصرفًا مركزيًا مملوكًا للقطاع الخاص في بروسيا، وكان واقعا تحت سيطرة حكومة الرايخ. كان أول رئيس لها هيرمان فون ديشند. قبل توحيد الألمانيتين في عام 1871، كان لدى ألمانيا 31 بنكا مركزيا. كل من الدول المستقلة أصدرت أموالها الخاصة. في عام 1870، تم تمرير قانون يحظر تشكيل المزيد من البنوك المركزية. في عام 1874، تم تقديم مشروع قانون مصرفي في الرايخستاغ (البرلمان الألماني). بعد العديد من التغييرات والتنازلات، تم إقرار القانون في عام 1875. وعلى الرغم من إنشاء بنك الرايخ، إلا أن أربعة من البنوك المركزية أستمرت بالعمل وهي بادن وبافاريا وساكسونيا وفورتمبيرغ وأستمرت حتى عام 1914. كان تاريخ بنك الرايخ متقلبا. حتى الحرب العالمية الأولى أنتجت عملة مستقرة للغاية تسمى مارك ذهبي. تسببت نفقات الحرب في تضخم كبير وبدأ المارك يعاني من انخفاض كبير في قيمته.